# Kleine kraaghoningzuiger
De kleine kraaghoningzuiger (Cinnyris chalybeus; synoniem: Nectarinia chalybea) is een zangvogel uit de familie Nectariniidae (honingzuigers).

## Verspreiding en leefgebied
Deze soort telt twee ondersoorten:
- C. c. subalaris - oostelijk Zuid-Afrika
- C. c. chalybeus - zuidelijk Namibië en westelijk Zuid-Afrika